# Římskokatolická farnost Černice
Římskokatolická farnost Černice je územním společenstvím římských katolíků v rámci českokrumlovského vikariátu českobudějovické diecéze.

## O farnosti
Obec byla založena před 14. století. Roku 1315 jí daroval Bavor III. ze Strakonic Klášteru Zlatá Koruna, který spravoval farnost do roku 1785. Matriky se zde vedou od roku 1680. Původní kostel by raně gotický pocházející z druhé poloviny 13. století a přestavěn byl na konci 15. století.

### Přehled duchovních správců
- 1696-1702 P. Gerhard Pauer, O.Cist. (farář)
- 1717-1733 P. Jan Dumont, O.Cist. (farář)
- 1733 (únor-květen) P. Tomáš Bechyňský, O.Cist. (administrátor)
- 1733-1746 P. Benedikt Ryba, O.Cist. (farář)
- 1757-1761 P. Galgan Müller, O.Cist. (farář)
- 1907-1916 R.D. Jan Koffer (farář)
- 1933-1965 R.D. Josef Bouza (farář)
- 1965-1974 P. Nepomucen Vojtěch Tvrdek, CFSsS (administrátor)
- 1985-1996 R.D. František Hranáč (administrátor ex currendo Křemže)
- 1996-1999 R.D. Andrzej Urbisz (ex currendo z Křemže)
- 1999-2005 P. Vojtěch Ivo Kvapil, O.Cist. (administrátor)
- 2005-2012 R.D. Karel Hampl (ex currendo z Boršova nad Vltavou)
- 2014-2016 R.D. Andrzej Urbisz (ex currendo z Křemže)
- od r. 2016 R.D. Mgr. Petr Hovorka (ex currendo z Křemže)

## Kostely a kaple na území farnosti
| Kostel                     | Místo   | Bohoslužba    | Bohoslužba | Poznámka     |
| -------------------------- | ------- | ------------- | ---------- | ------------ |
| Kostel sv. Marie Magdalény | Černice | neděle středa | 8.00 15.30 | farní kostel |